# リオ・ネグロ県
リオ・ネグロ県（リオ・ネグロけん、西: Departamento de Río Negro）は、ウルグアイ西部に位置する県。県都はフライ・ベントス。
西側にはウルグアイ川が流れており、アルゼンチンとの国境になっている。また、県名にもなっているネグロ川が県の南側に流れている。

## 経済
主な産業は酪農とワイン醸造である。県西部では農業が行われており、亜麻、ヒマワリ、小麦、トウモロコシ、ブドウ等を生産している。県東部では酪農用の牧草を生産している。
ラス・カニャス周辺には温泉が湧出しており、観光資源となっている。

### ボトニア社
フィンランドのボトニア社(Botnia)がフライ・ベントスのウルグアイ川沿岸にパルプ工場を建設する計画が発表され、その投資額は10億ドル、8,000人以上の雇用を生み出すという巨大プロジェクトであった。しかし、パルプを漂白する際に使用する漂白剤等の工業排水がウルグアイ川の水質汚染に繋がるとして、ウルグアイ川の対岸にあるアルゼンチンのエントレ・リオス州の住民とウルグアイ、アルゼンチン両国の環境保護団体が、2005年4月30日にウルグアイ川に架かる橋を封鎖して抗議活動を行った。
2005年12月20日に世界銀行が調査を行い「パルプ工場は両国の環境と観光に関して悪影響を及ぼさない」と結論付けたが、環境保護団体はその調査結果を受け入れず、再び橋を封鎖した。

## 主な都市
人口データは2011年の国勢調査による。
| 都市             | 人口   |
| ---------------- | ------ |
| サン・ハビエル   | 1,781  |
| ヌエボ・ベルリン | 2,450  |
| フライ・ベントス | 22,406 |
| ヨウング         | 16,756 |